# Moreae
Moreae je  tribus biljaka iz porodice dudovki koji je ime dobio po rodu murve (Murva) kojiima blizu 20 priznatih vrsta čija su domovina Azija, Afrika i Sjeverna i Južna Amerika
Tribusu pripada nekoliko rodova manjeg drveća i grmova.

## Rodovi
Tribus Moreae Dumort.
1. Taxotrophis Blume (6 spp.)
2. Maillardia Frapp. ex Duch. (2 spp.)
3. Milicia Sim (2 spp.)
4. Afromorus (A. Chev. ex J.-F. Leroy) E. M. Gardner (1 sp.)
5. Paratrophis Blume (12 spp.)
6. Ampalis Bojer (2 spp.)
7. Sorocea A. St.-Hil. (20 spp.)
8. Bagassa Aubl. (1 sp.)
9. Trophis R. Br. (6 spp.)
10. Morus L. (17 spp.)